# Karavanke (FFH-Gebiet)
Das Fauna-Flora-Habitat-Gebiet Karavanke (deutsch: Karavanken) liegt im Norden Sloweniens, unmittelbar an der Grenze zu Österreich. Das etwa 231 km² große Schutzgebiet umfasst den zentralen Teil der Karawanken. Es handelt sich um einen gut ausgebildeten und erhaltenen Ausschnitt der südöstlichen Kalkalpen mit deren charakteristischen Ökosystemen und natürlichen Prozessen von den Tallagen bis zu den Gipfeln.
Das FFH-Gebiet Karavanke überschneidet sich in Teilen mit dem gleichnamigen europäischen Vogelschutzgebiet. Auf österreichischer Seite schließen die Europaschutzgebiete Mittagskogel-Karawanken Westteil und Koschuta an. Im Osten grenzt das slowenische FFH-Gebiet Kamniško-Savinjske Alpe an.

## Schutzzweck

### Lebensraumtypen
Folgende Lebensraumtypen nach Anhang I der FFH-Richtlinie sind für das Gebiet gemeldet:
| EU Code | * | Lebensraumtyp (offizielle Bezeichnung)                                                            | Fläche (ha) |
| ------- | - | ------------------------------------------------------------------------------------------------- | ----------- |
| 4060    |   | Alpine and boreale Heiden                                                                         | 601         |
| 4070    |   | Buschvegetation mit Pinus mugo und Rhododendron hirsutum (Mugo-Rhododendretum hirsuti)            | 1.044       |
| 6170    |   | Alpine und subalpine Kalkrasen                                                                    | 1.546       |
| 6230    | * | Artenreiche montane Borstgrasrasen (und submontan auf dem europäischen Festland) auf Silikatböden | 821         |
| 6520    |   | Berg-Mähwiesen                                                                                    | 525         |
| 7220    | * | Kalktuffquellen (Cratoneurion)                                                                    | 3           |
| 8120    |   | Kalk- und Kalkschieferschutthalden der montanen bis alpinen Stufe (Thlaspietea rotundifolii)      | 447         |
| 8160    | * | Kalkhaltige Schutthalden der collinen bis montanen Stufe Mitteleuropas                            | 4.591       |
| 8210    |   | Kalkfelsen mit Felsspaltenvegetation                                                              | 8.500       |
| 9110    |   | Hainsimsen-Buchenwald (Luzulo-Fagetum)                                                            | 88          |
| 9180    | * | Schlucht- und Hangmischwälder Tilio-Acerion                                                       | 243         |
| 91K0    |   | Illyrische Rotbuchenwälder (Aremonio-Fagion)                                                      | 3.640       |
| 91R0    |   | Waldkiefernwälder der dinarischen Dolomiten (Genisto januensis-Pinetum)                           | 28          |
| 9410    |   | Montane bis alpine bodensaure Fichtenwälder (Vaccinio-Piceetea)                                   | 890         |

### Arteninventar
Folgende Arten von gemeinschaftlichem Interesse kommen im Gebiet vor:
| Bild                       | EU Code | * | Art                        | wissenschaftlicher Name     | Artengruppe    |
| -------------------------- | ------- | - | -------------------------- | --------------------------- | -------------- |
| Steinkrebs                 | 1093    | * | Steinkrebs                 | Austropotamobius torrentium | Krebse         |
| Zois-Glockenblume          | 4071    |   | Zois-Glockenblume          | Campanula zoysii            | Pflanzen       |
| Grubenlaufkäfer            | 4014    |   | Grubenlaufkäfer            | Carabus variolosus          | Käfer          |
| Gelber Frauenschuh         | 1902    |   | Gelber Frauenschuh         | Cypripedium calceolus       | Pflanzen       |
| Karawanken-Mohrenfalter    | 1072    |   | Karawanken-Mohrenfalter    | Erebia calcaria             | Schmetterlinge |
| Sumpf-Siegwurz             | 4096    |   | Sumpf-Siegwurz             | Gladiolus palustris         | Pflanzen       |
|                            | 1303    |   | Kleine Hufeisennase        | Rhinolophus hipposideros    | Säugetiere     |
| Alpenbock                  | 1087    | * | Alpenbock                  | Rosalia alpina              | Käfer          |
| Vierzähnige Windelschnecke | 1013    |   | Vierzähnige Windelschnecke | Vertigo geyeri              | Schnecken      |